# Танцевальная чума 1518 года

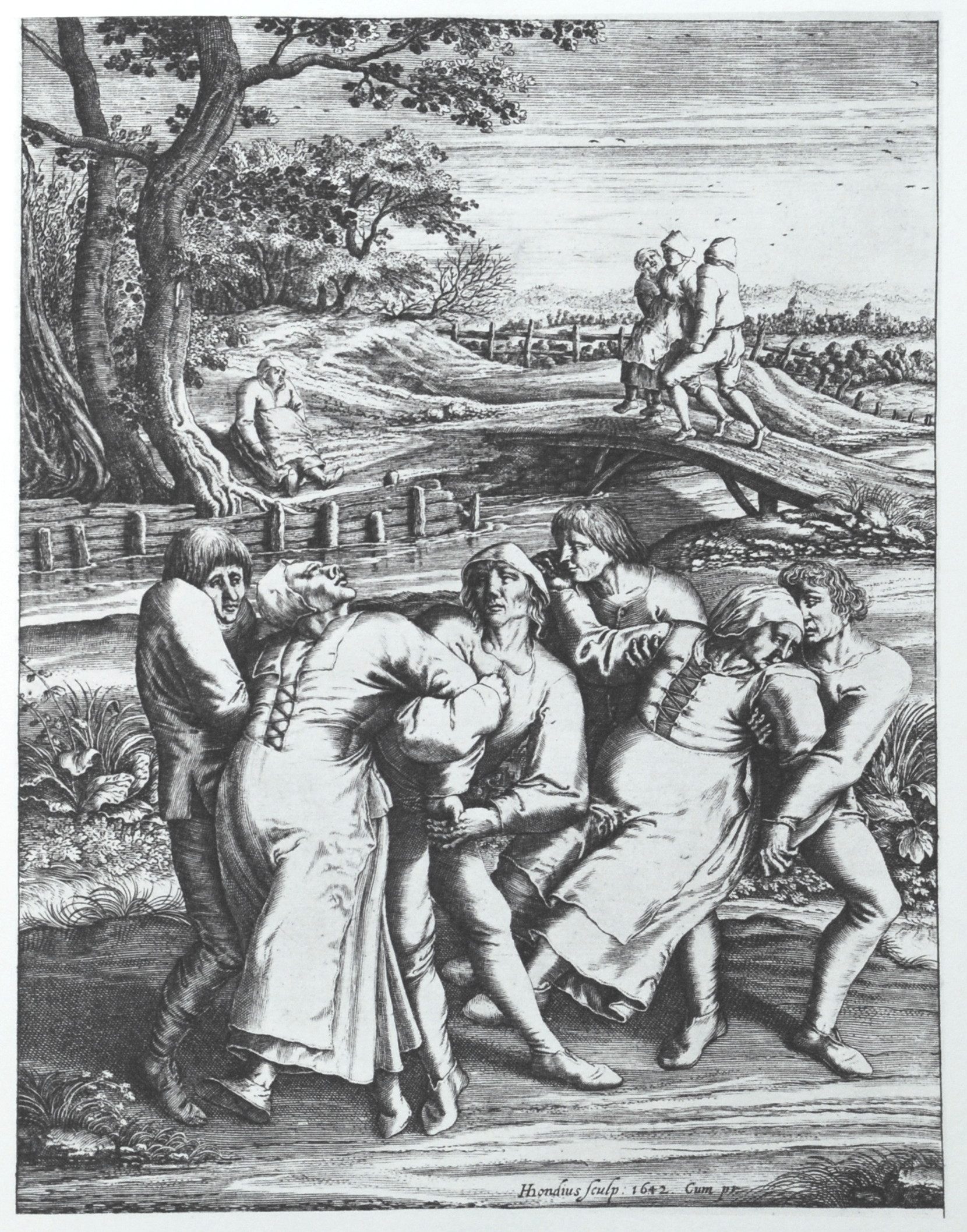
На гравюре Гендрика Гондиуса изображены три женщины, пораженные танцевальной чумой. Гравюра основана на картине Питера Брейгеля, который предположительно лично стал свидетелем последовавшей вспышки мании в 1564 году во Фландрии.

Танцевальная чума 1518 года — вспышка танцевальной мании (хореомании), произошедшая в Страсбурге (являвшемся на тот момент частью Священной Римской Империи) в июле 1518 года. Около 500 человек без отдыха танцевали на улицах города несколько дней подряд. За это время многие из них скончались от сердечных приступов, инсультов или физического истощения.

## Ход событий
Начало вспышки произошло в июле 1518 года, когда женщина по фамилии Троффеа (нем. Troffea) вышла на улицу в Страсбурге и начала танцевать. Это продолжалось примерно от четырёх до шести дней. В течение недели к ней присоединились ещё 34 человека, а в течение месяца уже около 400 человек, преимущественно женщин. Многие из них погибли от сердечных приступов, инсультов или истощения. Согласно одному из свидетельств, в отдельные периоды от танцевальной чумы умирало до 15 человек в день. Событие также подтверждается различными историческими документами, включая записи врачей, местные хроники и документы городского совета.
По мере ухудшения ситуации озабоченные представители знати начали искать решение проблемы. Местные врачи исключили астрологические и сверхъестественные причины и объявили, что чума является болезнью, вызванной «горячей кровью». Тем не менее, представители местных властей решили, что больные могут излечиться от болезни, если предоставить им возможность танцевать круглосуточно. В городе были открыты два танцевальных зала и возведена деревянная сцена. Туда также были приглашены музыканты, чтобы заставлять пораженных чумой непрерывно танцевать. Когда стало ясно, что принятые меры не приводят к улучшению ситуации, местные власти напротив запретили любые увеселения в городе, включая азартные игры, проституцию, музыку и танцы. Также над поражёнными были проведены различные религиозные обряды. Через несколько недель эпидемия пошла на убыль. Большинству поражённых удалось восстановить контроль над своими телами.

## Гипотезы о возможных причинах
Одной из современных гипотез, объясняющих произошедшее, является пищевое отравление психоактивными продуктами спорыньи, поражающей различные злаки. Содержащиеся в спорынье алкалоиды по химической структуре близки к психоактивному веществу ЛСД, которое изначально было синтезировано именно из них. Спорынья также, согласно некоторым гипотезам, является причиной других исторических аномалий, включая процесс над салемскими ведьмами. Известно ещё около семи средневековых случаев танцевальной чумы в том же регионе.